# Eduardo Leclere Polo
Eduardo Leclere Polo (Oruro, 1907 – Oruro 1990) fue un educador, dirigente deportivo y promotor cultural boliviano. Se desempeñó como profesor de educación física, fundador de instituciones educativas, impulsor de disciplinas deportivas como el voleibol y el fútbol de salón, y partícipe en actividades sindicales y culturales en la ciudad de Oruro. Su nombre ha sido asignado al Palacio de los Deportes de esa ciudad.

## Historia
Eduardo Leclere Polo nació en la ciudad de Oruro en el año 1907, hijo de Nicanor Leclere Gonzales y Balbina Polo Gutiérrez. Contrajo matrimonio con Adela Durán Ortiz en 1930, en la ciudad de La Paz. En 1938 obtiene el título de profesor de educación física e higiene escolar otorgado por el instituto superior de educación física (INSEF). Desde entonces se vinculó al ámbito educativo, deportivo y social, desarrollando su actividad principalmente en el departamento de Oruro.

## Trayectoria educativa
Se desempeñó como profesor de educación física en el Colegio Nacional Bolívar, donde también ocupó el cargo de director en los turnos diurno y nocturno. Fue uno de los fundadores del Colegio Nacional Saracho y fue nombrado inspector departamental de educación física, función desde la cual promovió iniciativas relacionadas con la formación deportiva y la práctica del deporte en espacios escolares.

## Actividad deportiva
Participó en la organización del primer partido oficial de voleibol con reglamentación internacional en Oruro, en 1946, en su calidad de presidente de la asociación local. Durante la década de 1960, tras un viaje a Brasil, introdujo los reglamentos del fútbol de salón  y organizó los primeros encuentros en esa disciplina en Bolivia, que se llevaron a cabo en la cancha del Colegio Simón Bolívar. Estas acciones contribuyeron a la expansión del deporte en la región.

## Participación sindical y cívica
Fue ejecutivo de la Federación Departamental de Maestros Urbanos de Oruro y fue presidente del Comité Departamental de Deportes y parte del Comité Pro Estadio Jesús Bermúdez. Asimismo, prestó servicio militar durante la Guerra del Chaco entre Bolivia y Paraguay.

## Promoción cultural
En 1944, participó en la fundación del Conjunto Tradicional Folklórico “Diablada Oruro”, organización vinculada al Carnaval de Oruro. También impulsó la creación de la Asociación Nacional de Exalumnos del Colegio Nacional Bolívar, institución que presidió posteriormente.

## Reconocimiento y legado
En julio de 1987, el Honorable Consejo Municipal de Oruro le otorgó la distinción de Ciudadano Notable. Tras su fallecimiento el 20 de octubre de 1990, sus restos fueron depositados en el mausoleo de notables del Cementerio General de Oruro. El Palacio de los Deportes de la ciudad lleva su nombre en reconocimiento a su trayectoria.